# Pink Smoke over the Vatican
Pink Smoke over the Vatican ist ein US-amerikanischer Dokumentarfilm aus dem Jahre 2011.

## Handlung
Der Film dokumentiert die gegenwärtigen Entwicklungen und Hintergründe im Streit um die Frauenordination in der Römisch-katholischen Kirche. In dem Film wird über die erstmalige Ordination von sieben römisch-katholischen Theologinnen zur Priesterin auf der Donau berichtet. Bei diesen Frauen handelte es sich um die römisch-katholischen Theologinnen Ida Raming, Ines Müller, Christine Mayr-Lumetzberger, Adelinde Theresia Roitinger, Gisela Forster, Pia Brunner und Dagmar Braun Celeste. Im weiteren Verlauf des Films wird dokumentiert, dass weitere hundert römisch-katholische Theologinnen in den Vereinigten Staaten, in Kanada, in Frankreich oder auch in Brasilien ordiniert wurden. Ebenso dargestellt wird im Film, wie der Vatikan auf diese Entwicklungen reagiert.